# Boeing EA-18G Growler
Boeing EA-18G Growler là một phiên bản tác chiến điện tử sử dụng trên tàu sân bay hai chỗ ngồi được phát triển từ F/A-18F Super Hornet. Nó bắt đầu được chế tạo vào năm 2007 và được cung cấp cho các phi đội vào năm 2009. EA-18G thay thế những chiếc EA-6B Prowler đã cũ của hải quân Mỹ.

## Phát triển
Một phiên bản tấn công điện tử của F/A-18F, có tên gọi là EA-18G Growler sẽ được sử dụng để thay thế những chiếc EA-6B Prowler đã cũ của hải quân. Một chiếc F/A-18F "F-1" đã được trang bị với hệ thống tác chiến điện tử ALQ-99, và đã thành công khi hoàn thành một chuyến bay đầu tiên vào ngày 15 tháng 11 năm 2001, để chứng minh cho khái niệm về máy bay EA-18 Tấn công điện tử trên không (AEA).

EA-18G Growler trong nhà chứa máy bay, thiếu thiết bị tác chiến điện tử

Máy bay thử nghiệm EA-18G đầu tiên được sản xuất vào 22 tháng 10 năm 2004. EA-18G đã có buổi giới thiệu trước công chúng vào 3 tháng 8 năm 2006. Máy bay thử nghiệm đầu tiên, được biết đến như EA-1 đã thực hiện chuyến bay đầu tiên tại St. Louis vào 15 tháng 8 năm 2006, và được chuyển tới Căn cứ không lực hải quân Patuxent River (NAS Patuxent River), Maryland vào 22 tháng 9 năm 2006. EA-1 đầu tiên được thử nghiệm hỗ trợ tại mặt đất trong phòng cách âm để thử nghiệm môi trường chiến đấu trên không và phương tiện đánh giá (ACETEF). Máy bay thứ hai, còn được gọi là EA-2 bay lần đầu tiên vào 10 tháng 11 năm 2006, và đã được chuyển giao cho NAS Patuxent River (Pax River) vào 29 tháng 11 năm 2006. EA-2 chủ yếu được sử dụng để bay thử nghiệm AEA, vào lúc đầu nó bay với chế độ Pax River's Atlantic Test Range (ATR) để thử nghiệm sự tiéne triển của hệ thống AEA trước khi chuyển sang chế độ Electronic Combat Range (ECR, hay 'Echo Range') tại Căn cứ vũ khí không lực hải quân China Lake ở California. Cả hai máy bay này đều được biên chế trong phi đội VX-23 "Salty Dogs".
Trong một báo cáo tháng 4 năm 2006, Văn phòng giải trình chính phủ Hoa Kỳ đã thể hiện mối bận tâm rõ ràng tới mẫu máy bay này, vì EA-18G rõ ràng là "không hoàn toàn tiếp cận trên cơ sở hiểu biết vốn cố trong những thực tiễn tốt nhất và DOD sẽ chỉ đạo tiếp nhận", chương trình có sự mạo hiểm ngày càng lớn do "chi phí ngày càng tăng và sự trì hoãn những chương trình tương lai". Báo cáo kuyến cáo rằng DOD nên xem xét lại việc mua thêm ICAP III nâng cấp bổ sung cho những chiếc EA-6B hiện nay và những chiếc sắp hết hạn sử dụng, tổ chức lại những kế hoạch sản xuất EA-18G ban đầu để thu được những kế quả sau khi máy bay đã "chứng minh khả năng đầy đủ".
Hải quân Hoa Kỳ đã đặt mua tổng công 57 chiếc EA-18G để thay thế cho những chiếc EA-6B Prowler hiện nay trong biên chế, tất cả những máy bay này sẽ đặt tại Căn cứ không lực hải quân Whidbey Island, chúng sẽ được trang bị cho Phi đội dự trữ VAQ-209 có căn cứ tại Căn cứ không lực Washington, MD. Bộ quốc phòng Hoa Kỳ (DOD) đã phê chuẩn cho chương trình EA-18G để bắt đầu sản xuất với nhịp độ chậm ban đầu vào năm 2007. Công việc sản xuất đầy đủ sẽ bắt đầu vào năm 2008.
EA-18G trong lịch trình hoạt động của mình thì nó sẽ kết thúc bay thử nghiệm vào năm 2008, sau đó có được khả năng hoạt động ban đầu trong năm 2009. Hải quân có kế hoạch mua 90 chiếc để trang bị cho 10 phi đội của mình.

## Thiết kế

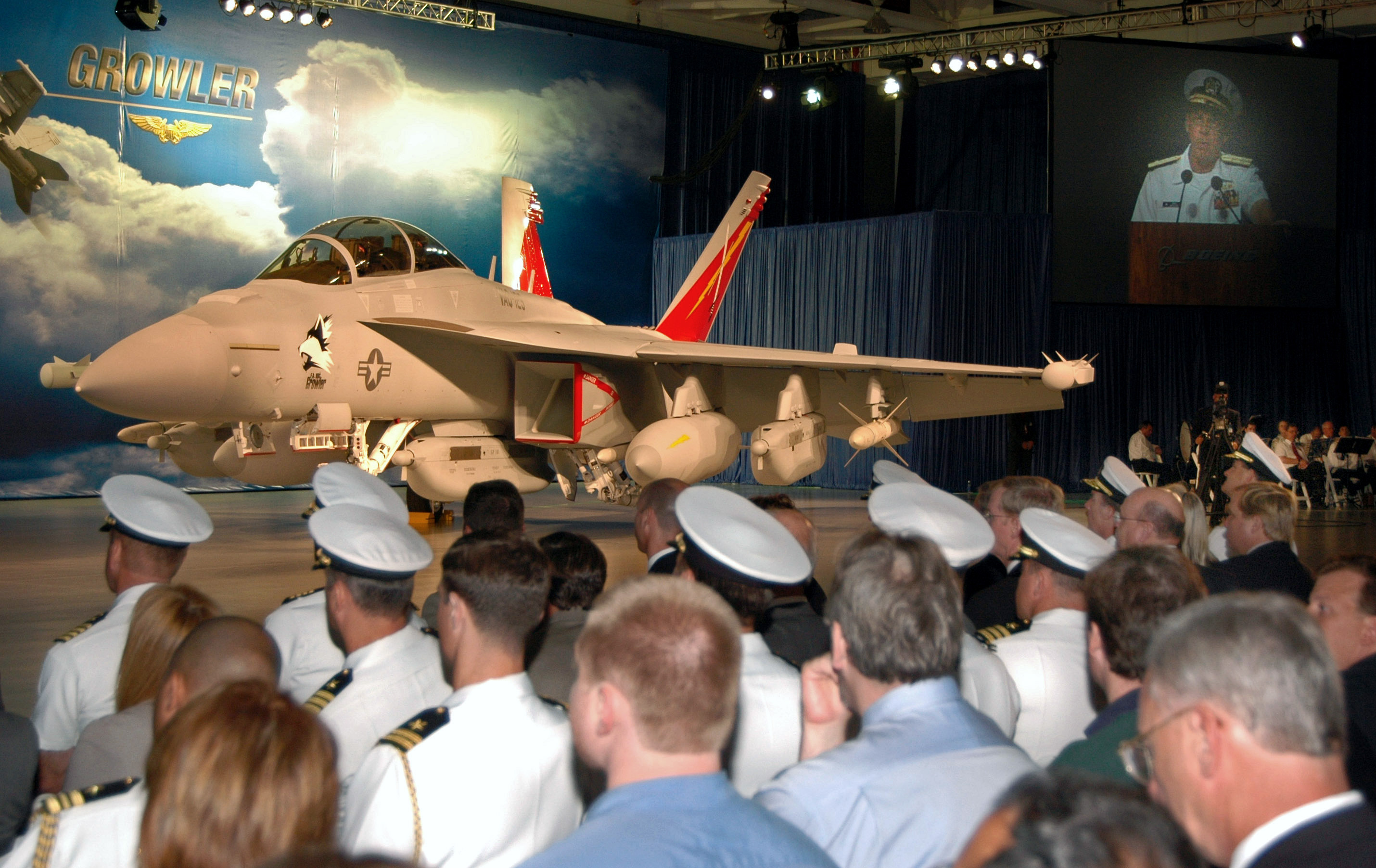
EA-18G Growler trong lễ ra mắt

Growler có chung hơn 90% thiết kế của Super Hornet, nó dùng chung khung máy bay, radar AESA và hệ thống vũ khí như Hệ thống quản lý tích trữ AN/AYK-22. Pháo Vulcan 20 mm đã bị loại bỏ khỏi phần mũi để thêm vào hệ thống điện tử (và các phần khác của khung máy bay cũng vậy), máy thu ALQ-218 được lắp ở đầu cánh, ngoài ra còn có máy ALQ-99 là máy làm nhiễu ở dải tần số cao và tần số thấp. Thiết bị làm nhiễu và những thùng nhiên liệu phụ cũng được tăng thêm, mặc dù như vậy, EA-18G sẽ có tầm hoạt động dài hơn và thời gian trên không cũng tăng thêm.
EA-18G có thể được trang bị với 5 thiết bị gây nhiễu chiến thuật ALQ-99, thêm 2 tên lửa để tự vệ AIM-120 AMRAAM, hai tên lửa chống bức xạ tốc độ cao AGM-88 HARM. EA-18G cũng sẽ sử dụng hệ thống Xóa bỏ gây nhiễu INCANS, hệ thống này cho phép truyền thông tin bằng tiếng nói trong nội bộ, trong khi hệ thống thông tin của đối phương bị nhiễu, một khả năng không có trên EA-6B.
Những chiếc EA-18G sẽ mang tên lửa AIM-120 AMRAAM để tự vệ và hai tên lửa AGM-88 HARM hoặc tên lửa AGM-88E AARGM (Advanced Anti-Radiation Guided) để tiêu diệt các đài radar của đối phương. Hãng Boeing đang trông đợi vào những hợp đồng nâng cấp tiềm năng khác, thiết bị gây nhiễu radar AN/ALQ-99 có thể được thay thế trong tương lai, và công ty đã trông vào những hợp đồng cung cấp vũ khí và thay thế các thiết bị thu thông tin vệ tinh, có lẽ trong khoảng thời gian năm tài chính 2007-2008 nếu được cấp ngân sách.

## Các quốc gia sử dụng
Hoa Kỳ
- Hải quân Hoa Kỳ - 153 chiếc đang vận hành[13]

 Úc
- Hải quân Hoàng gia Úc - 11 chiếc, đang đặt hàng thêm 1 chiếc[13]

## Thông số kỹ thuật (EA-18G Growler)
Đặc điểm riêng
- Phi đoàn: 2
- Chiều dài: 60 ft 1.25 in (18.31 m)
- Sải cánh: 44 ft 8.5 in (13.62 m) (bao gồm cả thiết bị đặt ở đầu cánh)
- Chiều cao: 16 ft (4.88 m)
- Diện tích cánh: 500.00 ft² (46.45 m²)
- Trọng lượng rỗng: 33094 lb (15011 kg)
- Trọng lượng cất cánh: 48.000 lb (21.770 kg) (cấu hình chiến đấu)
- Trọng lượng cất cánh tối đa: 66.000 lb (29.900 kg)
- Động cơ: 2× General Electric F414-GE-400, 44.000 lbf (62 kN) và 22.000 lbf (98 kN) khi đốt nhiên liệu lần hai cho mỗi động cơ
- Khả năng mang nhiên liệu bên trong: 13940 lb (6.323 kg)
- Khả năng mang nhiên liệu bên ngoài: 9744 lb (4419.8 kg)

Hiệu suất bay
- Vận tốc cực đại: Mach 1.8 (1.188+ mph)
- Tầm bay: 850 mi (1360 km) với 2 tên lửa AIM-120, 2 tên lửa AGM-88Harm,2 thùng nhiên liệu bỏ được
- Trần bay: >50.000 ft (15.000 m)
- Vận tốc lên cao: n/a
- Lực nâng của cánh: 92.6 lb/ft² (453 kg/m²)
- Lực đẩy/trọng lượng: n/a

Vũ khí
- Hệ thống điện tử hàng không Raytheon APG-79 AESA
- Có 9 giá treo bên ngoài, trang bị tên lửa AIM-120 AMRAAM, AGM-88 HARM, hệ thống tấn công gây nhiễu AN/ALQ-99, AGM-154 JSOW, SHARP, AN/ASQ-228 ATFLIR, thiết bị tách sóng AN/ALQ-218, thùng nhiên liệu phụ.

## Nội dung liên quan

### Máy bay có cùng sự phát triển
- F/A-18 Hornet
- F/A-18E/F Super Hornet

### Máy bay có tính năng tương đương
- EA-6B Prowler
- EF-111 Raven

### Dãy tiếp theo
| - F-15 - F-16 - YF-17 - | F/A-18    | - F-20 - F-21 - F-22 |
| - F-15 - F-16 - YF-17 - | F/A-18E/F | - F-20 - F-21 - F-22 |
| - F-15 - F-16 - YF-17 - | EA-18G    | - F-20 - F-21 - F-22 |